# Светилко, Владимир Кириллович
Владимир Кириллович Светилко (28 сентября 1915, Тамбов — 28 марта 1996, Тбилиси) — советский тяжелоатлет, четырёхкратный чемпион СССР (1948—1951), чемпион Европы (1950), двукратный призёр чемпионатов мира (1946, 1950), рекордсмен мира в жиме. Заслуженный мастер спорта СССР (1950).

## Биография
Родился 28 сентября 1915 года в Тамбове. Вырос в Батуми.
С 1933 года служил в морских частях пограничных войск. В молодости увлекался различными видами спорта был рекордсменом Грузинской ССР по плаванию, в 1938 году становился чемпионом СССР по многоборью ГТО.
В 1941—1943 годах участвовал в Великой Отечественной войне, воевал на торпедном катере Черноморского флота, был награждён двумя орденами Красной Звезды и двумя боевыми медалями.
Занимался тяжёлой атлетикой в спортивном обществе «Динамо» под руководством Павла Гумашяна. С середины 1940-х и до начала 1950-х годов был одним из ведущих советских атлетов лёгкого веса. В 1946 году вошёл в состав сборной СССР на чемпионате мира в Париже и занял на этих соревнованиях второе место. В 1948—1951 годах становился чемпионом СССР. В 1950 году выиграл Чемпионат Европы и бронзовую медаль чемпионата мира, установил мировой рекорд в жиме.
После завершения спортивной карьеры был начальником физической подготовки Закавказского пограничного округа.
В дальнейшем работал директором спортивной школы в Тбилиси, главным тренером Спорткомитета Грузинской ССР по тяжёлой атлетике.
Умер 28 марта 1996 года.